# Michel Moreau-Grandmaison
Pour les articles homonymes, voir Grandmaison.
Michel Moreau-Grandmaison, né à Nantes le 14 mars 1755, mort guillotiné à Paris le 16 décembre 1794, est un révolutionnaire français.

## Biographie
Né à Nantes le 14 mars 1755 et baptisé le lendemain à Sainte-Croix, Michel Moreau-Grandmaison est le fils de Michel Moreau de Grandmaison, un maître d'armes originaire de Laval dans la province du Maine, installé à Nantes en 1750. Il succède à son père (brevet du roi du 2 juin 1792), tenant une salle d'armes en face de la Bourse, à Nantes. Marié, il est père de trois enfants.
Engagé dans le mouvement révolutionnaire, il est nommé au Comité révolutionnaire de Nantes et prend part aux noyades de prisonniers. Jugé par le tribunal révolutionnaire du 25 vendémiaire (16 octobre) au 26 frimaire an III (16 décembre 1794) avec Jean-Baptiste Carrier et Jean Pinard, pendant la réaction thermidorienne, tous trois sont condamnés à mort et exécutés.